# Флоран Руамба
Флора́н Руамба́ (фр. Florent Rouamba, нар. 31 грудня 1986, Уагадугу) — буркінійський футболіст, півзахисник національної збірної Буркіна-Фасо

## Клубна кар'єра
У дорослому футболі дебютував 2003 року виступами за команду клубу «Фасо-Єнненга», в якій провів два сезони, взявши участь у 37 матчах чемпіонату.
До складу клубу «Шериф» приєднався 2006 року. Відіграв за тираспольський клуб 141 матч в національному чемпіонаті. У грудні 2012 року контракт буркінійця з молдовським клубом закінчився, за згодою сторін його було вирішити не подовжвати і гравець отримав статус вільного агента.

## Виступи за збірну
У 2004 році дебютував в офіційних матчах у складі національної збірної Буркіна-Фасо. Наразі провів у формі головної команди країни 31 матч, забивши 1 гол.
У складі збірної був учасником Кубка африканських націй 2012 року у Габоні та Екваторіальній Гвінеї, Кубка африканських націй 2013 року у ПАР.

## Досягнення
- Чемпіон Молдови (6) :

«Шериф»: 2005-06, 2006-07, 2007-08, 2008-09, 2009-10, 2011-12
- Володар Кубка Молдови (4):

«Шериф»: 2005-06, 2007-08, 2008-09, 2009-10
- Володар Суперкубка Молдови (1):

«Шериф»: 2007
- Володар Кубка Співдружності:

«Шериф»: 2009.
- Срібний призер Кубка африканських націй: 2013